# Felice Schragenheim

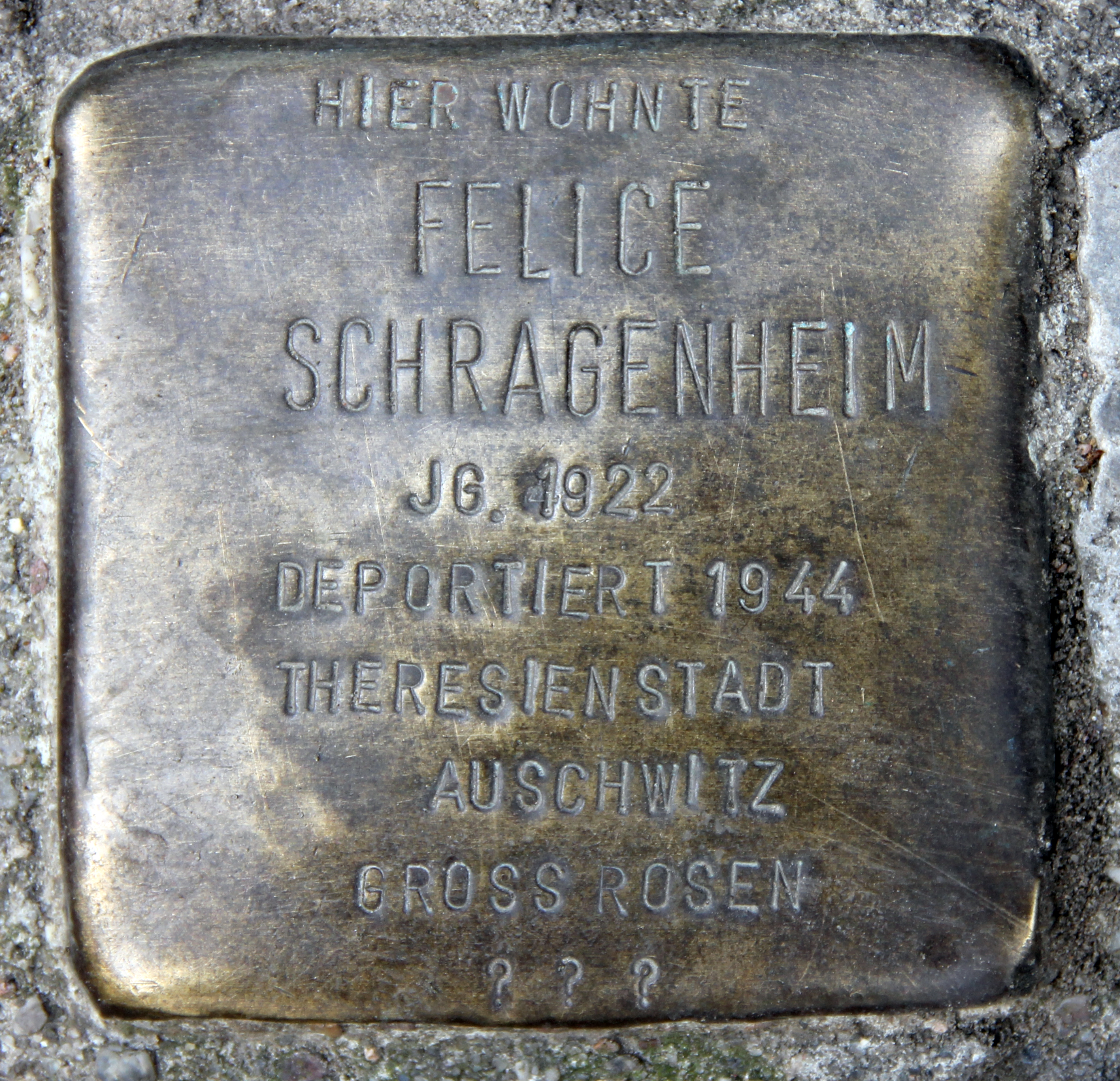
Stolperstein davant del número 23 de la Friedrichshaller Straßi 23, a Berlín.

Felice Rachel Schragenheim (Berlín, 9 de març de 1922 - possiblement morta a principis de 1945 en el transport a Bergen-Belsen) va ser una periodista alemanya, que va morir a causa del genocidi contra els jueus organitzat pels nazis. De forma pòstuma va aconseguir fama com a protagonista del llibre Aimée i Jaguar d'Erica Fischer i de la pel·lícula del mateix nom, Aimée i Jaguar.

## Biografia

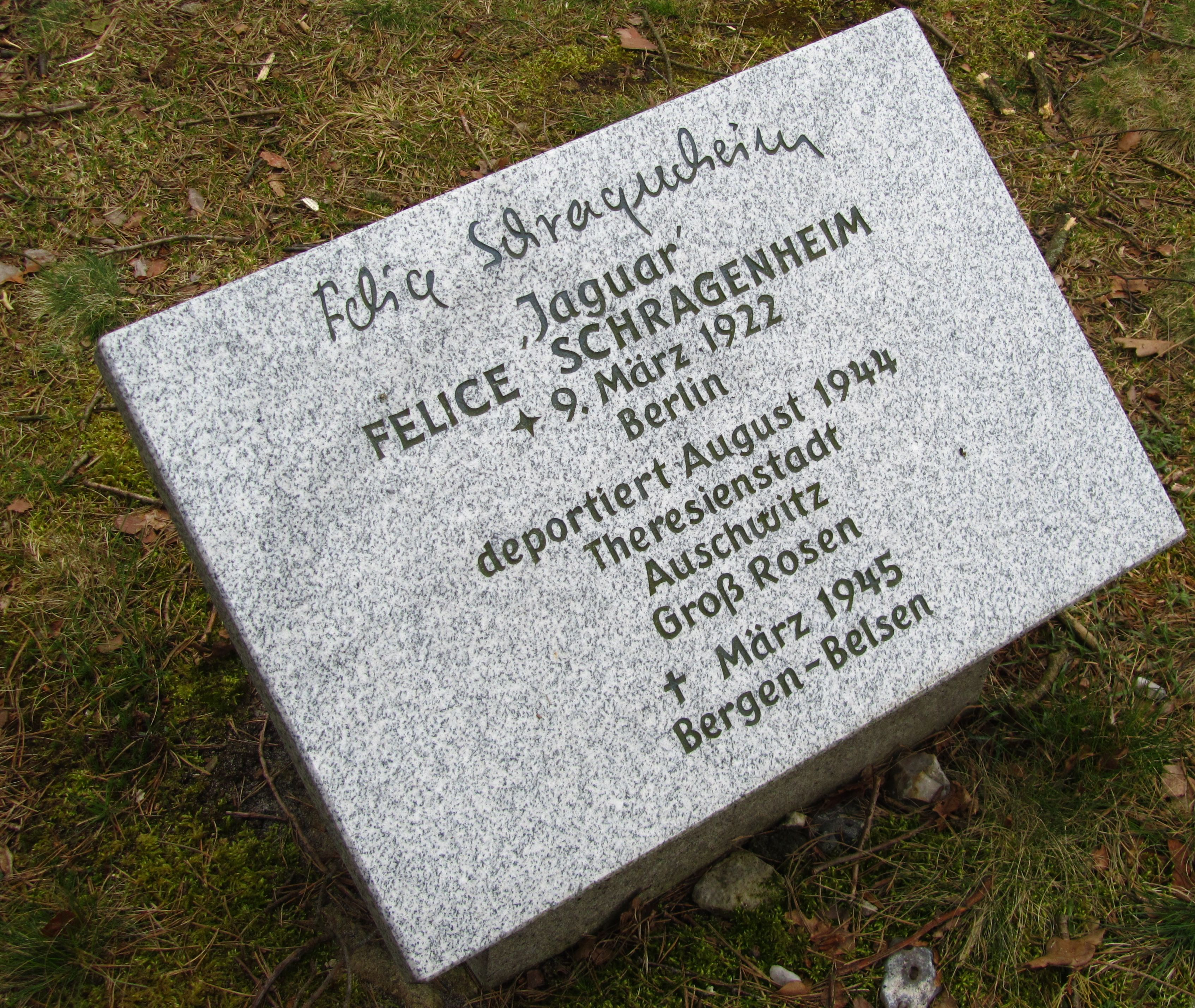
Deixant commemoratiu dedicat a Schragenheim en Bergen-Belsen.

Felice Schragenheim era jueva i treballava, a més de la seva professió com a periodista, en la resistència, després de fracassar en diversos intents d'abandonar Alemanya. Sota el nom fals de «Felice Schrader», treballava en una publicació nazi, la informació de la qual passava després a la resistència jueva.
Se sap que era una poeta de cert talent, que havia escrit poemes «de l'estil de Mascha Kaléko», com recorda Helga Brinitzer. A l'estiu de 1942 va conèixer i es va enamorar de Lilly Wust, nazi convençuda, esposa d'un heroi de guerra, mare de quatre fills, condecorada pels seus serveis a l'estat. Felice anomenava Lilly amb el nom d'Aimée i Lilly. Al cap de quatre mesos de conèixer-se, Felice es va traslladar a viure amb Lilly. Wust va trigar a descobrir que Schragenheim era jueva i treballava en la resistència, la qual cosa li va fer replantejar-se les seves idees. Ambdues van mantenir la relació malgrat això, una relació que amb caràcter general era equivalent a un matrimoni.
El 21 d'agost de 1944, de tornada d'una excursió al llac Havel, Felice Schragenheim va ser detinguda per la Gestapo i traslladada a l'un camp de concentració per ser jueva. Segons la base de dades del museu Yad Vashem, va ser deportada el 8 de setembre de 1944 al tren «Transport I/116» de Berlin a Theresienstadt. Allí Wust va tractar de fer servir la seva influència per visitar-la, però va ser rebutjada per l'oficial al comandament del camp. El 9 d'octubre de 1944 va ser traslladada al tren «Transport Ep» de Theresienstadt al camp d'extermini de Auschwitz-Birkenau.
El dia i lloc de la seva defunció són desconeguts; probablement va morir en una marxa de la mort que va partir del camp de concentració de Gross-Rosen, però potser anés després de l'arribada en el camp de concentració de Bergen-Belsen. El 14 de febrer de 1948, Felice Schragenheim va ser declarada morta pel jutjat de Berlin-Charlottenburg, que va col·locar pro forma la data de defunció el 31 de desembre de 1944.

## Llibre i pel·lículaAimée i Jaguar
La vida d'ambdues dones està novel·lada en el llibre Aimée & Jaguar d'Erica Fischer, publicat el 1994, que va servir de fonament per a la pel·lícula Aimée i Jaguar. El llibre es basa en els records i extractes del diari de Lilly Wust, com també en els testimonis de l'època, i conté cartes i poemes d'ambdues. Al contrari que en la pel·lícula, no es creen trames dramatúrgiques o parcialment fictives.
Alguns testimonis de l'època van criticar el llibre i la pel·lícula. Segons ells, la suposada història d'amor entre Felice Schragenheim i Lilly Wust en realitat estava caracteritzada per la dependència de Schragenheim. Elenai Predski-Kramer, una amiga de Felice Schragenheim, va manifestar la sospita que la mateixa Lilly Wust podria haver delatat Felice Schragenheim a la Gestapo, però d'aquest fet no n'hi ha proves.

## Altres homenatges
Maria Schrader, que va prendre el paper de Felice Schragenheim a Aimée i Jaguar, li va dedicar el 2007 la seva primera feina en la direcció d'una pel·lícula, Liebesleben: «For Felice».
Oskar Ansull va crear Feliços Bücher – Die Bücher der Felice Schragenheim, 1922–1945 («Els llibres de Felice – Els llibres de Felice Schragenheim, 1922–194»), una representació i lectura dels llibres que Felice Schragenheim pensava portar-se per a un viatge. L'obra tracta de mostrar la mentalitat i el rerefons cultural de les dones joves de Berlín en les dècades de 1930 i 40. La producció va ser representada més de 100 vegades en tota Alemanya.